# Luciano Albertini
Luciano Albertini, pseudônimo de Francesco Vespignani (Lugo, 30 de novembro de 1882 – Budrio, 6 de janeiro de 1945), foi um ator, cinesta e produtor cinematográfico nascido na Itália, que atuou também na Alemanha, União Soviética e Estados Unidos da América, na era do cinema mudo. Entre 1913 e 1932, atuou em 41, produziu 9 e dirigiu e roteirizou um filme. Tornou-se famoso por personificar Sansão em uma série de filmes sobre o personagem, que ganhou grande popularidade nos anos 1920.

## Biografia
Nasceu em Lugo, Emília-Romanha, Itália, filho de Francesco e Maria Nenci.
Fisiculturista, após servir na Marinha, mudou-se primeiro para a França e, em seguida, para a Alemanha, onde, em 1905, tornou-se um acrobata do Circo Busch de Berlim, ganhando fama e reputação em muitos países. Em 1905 casou com a artista de circo Domenica Meirone, em Marselha. Adotou o nome artístico Luciano Albertini e criou um número de trapézio com 8 pessoas, Les Albertini. Mais tarde formou sua própria trupe que deixou-o famoso em toda a Europa.
Em 1913 foi contratado pela Pasquali Film di Torino e estreou com o filme Spartaco. Alguns anos mais tarde foi contratado por dall'Ambrosio, onde ele começou em 1917 com a “espiral de morte”, cujo título foi tirado de um dos seus movimentos acrobáticos da época de suas atividades de circo.
Chamado às armas durante a primeira guerra mundial, retomou ao cinema em 1918 e retornou à Pasquali, com Sansone contro i Filistei, primeiro filme da série que apresentaria o forte personagem que interpretaria posteriormente em outros filmes até 1920, ganhando grande popularidade.
Em 1919 ele fundou a Albertini Film, empresa de produção, cujas atividades foram de curta duração, e que produziu, entre outros, o que por muitos é considerado o primeiro filme de horror italiano, Il mostro di Frankenstein (1921). Mais tarde, ele emigrou para a Alemanha, onde teve intensa atividade cinematográfica, tanto como produtor (em Berlim criou a Albertini-Film GmbH) quanto como intérprete, até 1932. Em 1924, ele fez um seriado nos Estados Unidos, intitulado The Iron Man, dirigido por Jay Marchant e produzido pela Universal Pictures, mas o sucesso no exterior foi muito modesto, e foi seu único filme estadunidense.
Sua carreira terminou na década de 1930, principalmente devido a problemas de saúde gerados por um dipsomania. Atormentado por problemas econômicos e psicológicos, Albertini retornou à Itália e passou seus últimos anos internado em um hospital psiquiátrico em Budrio, Emília-Romanha, onde morreu aos 62 anos.

## Filmografia parcial

### Ator
- Spartaco (1913)
- Assunta Spina (1915)
- La spirale della morte (1917)
- Sansone contro i Filistei (1918)
- I quattro moschettieri (1919)
- Il protetto della morte (1919)
- Il re dell'abisso (1919)
- Sansone e la ladra di atleti (1919)
- Sansone muto (1919)
- I figli di Sansonia (1920)
- Sansone burlone (1920)
- Sansonette amazzone dell'aria (1920)
- Il mostro di Frankenstein (1920)
- Sansonette danzatrice della prateria (1920)
- Sansone e i rettili umani (1920)
- Sansonette e i quattro arlecchini (1920)
- Sansone l'acrobata del Kolossal (1920)
- Il ponte dei sospiri (1921)[4]
- Die Heimkehr des Odysseus (1922)
- The Iron Man (1924)
- Mister Radio (1924)
- Der Mann auf dem Kometen (1925)
- Der König und das kleine Mädchen (1925)
- Rinaldo Rinaldini (1927)
- Der Unüberwindliche (1928)
- Rinaldo Rinaldini (1929)
- Tempo! Tempo! (1929)
- Arsenale (1929)
- All is at Stake (1932)

### Diretor
- Die Schlucht des Todes (1923)